# .sj
.sj és el domini de primer nivell territorial (ccTLD) reservat per a les illes Svalbard i Jan Mayen. És gestionat per l'empresa Norid, però no està obert a nous registres. L'expedició del domini estava basada en la designació ISO 3166 de Svalbard i Jan Mayen, que consisteix en dos territoris administrats per separat integrats a Noruega: l'arxipèlag àrtic Svalbard i la gairebé deshabitada illa volcànica de Jan Mayen. El domini va ser designat el 21 d'agost de 1997, al mateix temps que a l'illa Bouvet se li va assignar el domini .bv. Tots dos foren posats sota el registre .no de Norid, que n'és també el patrocinador. Temps després, les polítiques noruegues determinaren que el domini .no era suficient per encabir els seus territoris d'ultramar i, per tant, el domini no estaria obert a noves inscripcions. Noruega no té la pretensió de comercialitzar els seus recursos, de manera que no està prevista la venda del domini .sj. Si més endavant es decideix utilitzar de nou, s'haurà de fer sota la regulació de l'Autoritat Noruega de Correus i Telecomunicacions i seguir les mateixes polítiques que el .no.

## Història
Svalbard i Jan Mayen són dos territoris independents integrats a Noruega. El Tractat de Svalbard garanteix a Noruega la plena sobirania sobre Svalbard, però l'arxipèlag té un estatus especial amb una zona econòmica lliure i no és part de l'Espai Econòmic Europeu ni de l'Espai Schengen. Jan Mayen és una illa volcànica gairebé deshabitada de l'oceà Atlàntic i és totalment part integral de Noruega. Durant la creació dels codis ISO 3166, es va proposar que Svalbard obtingués el seu propi codi, però les autoritats noruegues van decidir incloure també Jan Mayen a l'àrea. D'acord amb els codis ISO, el 21 d'agost 1997 es va assignar .sj, al mateix temps que es va assignar .bv.
El juny de 2015, l'informàtic noruec Håkon Wium Lie i el Partit Socialista d'Esquerra proposaren utilitzar el domini .sj, juntament amb .bv, com a paradisos gratuïts en línia. La proposta pretengué protegir de la vigilància tant a les autoritats noruegues com a la dissidència estrangera.

## Política
La gestió del .sj recau en Norid, l'empresa situada a Trondheim que també s'encarrega del registre .no i el ja no utilitzat .bv. Norid és una societat anònima propietat d'Uninett, que és alhora propietat del Ministeri d'Educació i Recerca de Noruega. El dret legal per administrar els dominis és doble, basat en un acord amb la Internet Assigned Numbers Authority (IANA) i la regulació sota la Llei de Telecomunicacions, supervisada per l'Autoritat Noruega de Correus i Telecomunicacions, situada a Lillesand.
La política d'ús del .sj està regulada pel Reglament relatiu als noms de domini sota el codi noruec de dominis de primer nivell territorial, també conegut com el Reglament de domini. Aquest reglament també regula dos altres ccTLD de Noruega: el .bv i el .no. En cas que es tornés a usar el .sj, el domini hauria de seguir les mateixes regles i procediments que actualment usa el .no. El domini queda reservat per a un possible ús futur. Els responsables polítics no han tingut en compte la venda dels dos ccTLD no utilitzats, bàsicament perquè la comercialització dels recursos de domini està en directa contradicció amb les polítiques de Noruega.